# Огаки
О́гаки (яп. 大垣市 О:гаки-си) — город в Японии, находящийся в префектуре Гифу. Площадь города составляет 206,52 км², население — 159 841 человек (1 июля 2014), плотность населения — 773,97 чел./км².

## Географическое положение
Город расположен на острове Хонсю в префектуре Гифу региона Тюбу. С ним граничат города Гифу, Хасима, Мидзухо, Майбара, Инабе и посёлки Ампати, Годо, Ваноути, Икеда, Таруи, Секигахара, Йоро, Тага.

## Население
Население города составляет 159 841 человек (1 июля 2014), а плотность — 773,97 чел./км². Изменение численности населения с 1980 по 2005 годы:
| 1980 | 156 215 чел. |  |
| 1985 | 158 634 чел. |  |
| 1990 | 160 483 чел. |  |
| 1995 | 161 679 чел. |  |
| 2000 | 161 827 чел. |  |
| 2005 | 162 070 чел. |  |

## Символика
Деревом города считается камфорное дерево, цветком — Rhododendron indicum.